# Wilhelm Lettenbauer

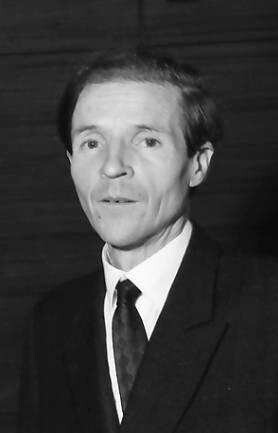
Wilhelm Lettenbauer

Wilhelm Lettenbauer (* 30. Juli 1907 in Fürth; † 5. Januar 1984 in Ehrenkirchen) war ein deutscher Slawist.
Lettenbauer studierte ab 1926 Slawische Philologie, Germanistik und Byzantinistik in München und Wien und promovierte 1930 in München bei Erich Berneker über Das Deminutivum im Russischen. In den folgenden Jahren war er als Lektor und Übersetzer tätig und habilitierte sich 1944 über den Baumkult bei den Slawen. 1954 wurde er als außerordentlicher Professor an die Universität Erlangen berufen und 1958 dort zum Ordinarius ernannt. 1962 wurde er an die Universität Freiburg berufen, wo er bis zu seiner Emeritierung im Jahre 1975 blieb. 1978 bis 1981 vertrat er den Lehrstuhl für Slawistik an der Universität Basel.